# Titularbistum Idicra
Idicra ist ein Titularbistum der römisch-katholischen Kirche.
Die in Nordafrika gelegene Stadt war ein alter römischer Bischofssitz, der im 7. Jahrhundert mit der islamischen Expansion unterging. Er lag in der römischen Provinz Numidien.
| Titularbischöfe von Idicra |                                   |                                                                                     |                  |                  |
| Nr.                        | Name                              | Amt                                                                                 | von              | bis              |
| 1                          | Ferdinando Giuseppe Antonelli OFM | Sekretär der Kongregation für den Gottesdienst und die Sakramentenordnung (Italien) | 18. Februar 1966 | 5. März 1973     |
| 2                          | Georg Weinhold                    | Weihbischof in Dresden-Meißen (Deutschland)                                         | 4. Juli 1973     | 10. Oktober 2013 |
| 3                          | Alfonso Gerardo Miranda Guardiola | Weihbischof in Monterrey (Mexiko)                                                   | 22. März 2014    | 8. Juni 2024     |
| 4                          | Matías Vecino                     | Weihbischof in Santa Fe de la Vera Cruz (Argentinien)                               | 28. August 2024  |                  |